# Гант Стромберг
Гант Стромберг (англ. Hunt Stromberg; 12 липня 1894, Луїсвілл, Кентуккі, США — 23 серпня 1968, Санта-Моніка, Каліфорнія, США) — американський кінорежисер ери Голлівудського «Золотого століття». Під час плідної 30-річної кар'єри, починаючи з 1921 року, Стромберг створив одні з найвигідніших і довготриваліших фільмів Голлівуду, серед яких «Тонка людина» (1934), оперети Нельсона Едді та Джанет Макдональд, «Жінки» (1939) і «Великий Зігфільд» (1936), яка виграла премію «Оскар» за видатну постановку в 1936 року.

## Біографія
Гант Стромберг народився у Луїсвіллі, штат Кентуккі, в 1894 році. Після кар'єри газетного репортера для «Сент-Луїс Таймс», він стає рекламним директором корпорації «Goldwyn Pictures Corporation» в Нью-Йорку. В 1918 році компанія відправила Стромберга до Каліфорнії, де він розвивав інтерес до кінокомпанії, а вже в 1921 році випустив свій перший фільм.
В 1922 році Стромберг підписав контракт з актором Биком Монтана, популярним реслером, а також найняв комедійного режисера Малкольма Сент-Клера, який раніше працював з Маком Сеннетом і Бастером Кітоном.
Стромберг приєднався до новоутвореної Метро-Голдвін-Меєр в 1925 році і став одним з ключових продюсерів, які входять до списку «Великої четвірки» студії разом з Луїсом Б. Маєром, Ірвінгом Тальбергом та Гаррі Рапфом, а пізніше з Тальбергом, Девідом О. Сельцником, і Волтером Вангером.
В 1930-ті роки Стромберг був одним із найпопулярніших продюсерів Голлівуду, з зарплатою у 8000 доларів США на тиждень. Проте в ті роки відбулися суттєві зміни. Тальберг помер в 1936 році, тоді як Сельцник і Вангер залишили MGM у 1937 році, залишивши Маєру повний контроль над компанією. Через 18 років після розколу Стромберг розірвав контракт з Маєром, який відпустив його 10 лютого 1942 року.
Його наступні фільми не були настільки успішними, тому він пішов у відставку в 1951 році, в тому ж році померла його дружина Кетрін Кервін. Гант Стромберг помер 23 серпня 1968 року в Санта-Моніці, штат Каліфорнія.

## Фільмографія
| Рік  |   | Українська назва             | Оригінальна назва               | Роль                         |
| ---- | - | ---------------------------- | ------------------------------- | ---------------------------- |
| 1923 | ф | Хороший Роб                  | Rob 'Em Good                    | продюсер, режисер            |
| 1923 | ф | Увірвавшись у суспільство    | Breaking Into Society           | продюсер, режисер, сценарист |
| 1924 | ф | Ревучі рейси                 | Roaring Rails                   | сценарист                    |
| 1925 | ф | Від шосе                     | Off the Highway                 | продюсер                     |
| 1928 | ф | Білі тіні південних морів    | White Shadows in the South Seas | продюсер                     |
| 1928 | ф | Наші танцюючі дочки          | Our Dancing Daughters           | продюсер                     |
| 1929 | ф | Наші сучасні дівчата         | Our Modern Maidens              | продюсер                     |
| 1929 | ф | Міст короля Людовика Святого | The Bridge of San Luis Rey      | продюсер                     |
| 1931 | ф | Найпростіший спосіб          | The Easiest Way                 | продюсер                     |
| 1932 | ф | Летті Лінтон                 | Letty Lynton                    | продюсер                     |
| 1932 | ф | Червоний пил                 | Red Dust                        | продюсер                     |
| 1933 | ф | Боксер та леді               | The Prizefighter and the Lady   | продюсер                     |
| 1934 | ф | Ланцюги                      | Chained                         | продюсер                     |
| 1934 | ф | Острів скарбів               | Treasure Island                 | продюсер                     |
| 1935 | ф | О, дикість!                  | Ah, Wilderness!                 | продюсер                     |
| 1936 | ф | Великий Зігфільд             | The Great Ziegfeld              | продюсер                     |
| 1938 | ф | Марія-Антуанетта             | Marie Antoinette                | продюсер                     |
| 1939 | ф | Жінки                        | The Women                       | продюсер                     |
| 1939 | ф | Захоплення ідіота            | Idiot's Delight                 | продюсер                     |
| 1940 | ф | Гордість і упередження       | Pride and Prejudice             | продюсер                     |
| 1940 | ф | Північно-Західний прохід     | Northwest Passage               | продюсер                     |
| 1940 | ф | Сьюзен і Бог                 | Susan and God                   | продюсер                     |